# 安樂茶飯
《安樂茶飯》是香港亞洲電視製作的劇集，首播於1989年2月，由李兆華監製，馬偉豪擔任故事策劃及編審，馮寶寶、吳茜薇、劉松仁、王偉、孫興等主演的一部20集輕鬆小品。值得一提，本劇是亞視啟用新綵帶台徽、黃金台易名為本港台後的首部首播劇集，而四位編導及故事策劃的馬偉豪均有擔任亞洲電視劇集監製。

## 演員表
- 馮寶寶 飾 林家嬡
- 吳茜薇 飾 黃美怡
- 劉松仁 飾 方子安
- 王偉 飾 黃立新
- 樂蓓 飾 Pink/古娉婷
- 邵傳勇 飾 謝三祥
- 喬宏 飾 謝小鳳
- 孫興 飾 洪家樂
- 安德尊 飾 剛仔/蝦餃
- 陳迪華 飾 Deon
- 斑斑 飾 堅妻/Anna
- 歐陽耀麟 飾 方子平/陳和平
- 熊德誠 飾 麥守堅
- 伍永森 飾 傑叔
- 關偉倫 飾 余錫昌
- 龐秋雁 飾 谷美琪
- 施介強 飾 亞生/企橋生
- 鄒偉光 飾 Tony
- 區耀國 飾 國仔/超合金
- 司馬華龍  飾 三叔
- 凌文海 飾 石富
- 馮真 飾 方太
- 許瑩英 飾 英姐
- 余文炳 飾 炳叔
- 譚少英 飾 麥太
- 張碧兒 飾 靜
- 梁舜燕 飾 池姑
- 范永華 飾 Richard
- 邱大鵬 飾 Raymond